# Gnomonia rubi
Gnomonia rubi är en svampart som beskrevs av Rehm 1885. Gnomonia rubi ingår i släktet Gnomonia och familjen Gnomoniaceae.  Arten är reproducerande i Sverige. Inga underarter finns listade i Catalogue of Life.